# Dicranopygium pygmaeum
Dicranopygium pygmaeum är en enhjärtbladig växtart som först beskrevs av Henry Allan Gleason, och fick sitt nu gällande namn av Gunnar Wilhelm Harling. Dicranopygium pygmaeum ingår i släktet Dicranopygium och familjen Cyclanthaceae.

## Underarter
Arten delas in i följande underarter:
- D. p. fimbriatum
- D. p. pygmaeum